# Juan Gutiérrez Arenas
Juan Rodrigo Gutiérrez Arenas (Santiago, Región Metropolitana de Santiago, Chile, 11 de febrero de 1990) es un futbolista chileno. Juega de mediocampista en Provincial Osorno de la Segunda División de Chile.

## Trayectoria
Se inició en las divisiones inferiores de Colo-Colo donde nunca llegaría a tener la oportunidad de debutar en el primer equipo por lo cual partiría a prueba al Barnechea FC donde se quedaría. Tras debutar en Barnechea FC se convirtió en una de las figuras del equipo logrando un histórico ascenso a la Primera B de Chile donde lograría una gran campaña.

## Clubes
| Club              | País  | Año       |
| ----------------- | ----- | --------- |
| Barnechea         | Chile | 2009-2012 |
| Ñublense          | Chile | 2013-2014 |
| Unión San Felipe  | Chile | 2015      |
| Deportes Temuco   | Chile | 2015-2016 |
| Iberia            | Chile | 2016-2017 |
| Cobresal          | Chile | 2018-2020 |
| Deportes Temuco   | Chile | 2021      |
| Rangers           | Chile | 2022-2023 |
| Provincial Osorno | Chile | 2024-Act. |

## Palmarés

### Campeonatos nacionales
| Título    | Club            | País  | Año     |
| --------- | --------------- | ----- | ------- |
| Tercera A | Barnechea       | Chile | 2011    |
| Primera B | Deportes Temuco | Chile | 2015-16 |